# Kungar i Dahomey
Kungar i Dahomey, regenter i Fon-Kungariket Dahomey i nuvarande Benin: 
1. Gangnihessou, regeringstid ?–1620
2. Dakodonou, regeringstid 1620–1645
3. Aho Houegbadja, regeringstid 1645–1685
4. Houessou Akaba, regeringstid 1685–1708
5. Dossou Agadja, regeringstid 1708–1740
6. Tegbessou, regeringstid 1740–1774
7. Kpengla, regeringstid 1774–1789
8. Agonglo, regeringstid 1789–1797
9. Adandozan, regeringstid 1797–1818 På grund av sin påstådda grymhet brukar Adandozan förtigas av beninier och utelämnas från listan på regenter.
10. Ghezo, regeringstid 1818-1858
11. Glele, regeringstid 1858-1889
12. Béhanzin, regeringstid 1889-1894
13. Agoli-agbo, regeringstid 1894-1900, bror till Béhanzin, hövding underställd franskt protektorat.